# Křížová cesta (Martínkovice, Svatá Anna)
Křížová cesta v Martínkovicích na Náchodsku se nachází u kaple Svaté Anny v západní části obce na kraji lesa.

## Historie
Křížová cesta má dochovaných čtrnáct kamenných výklenkových kaplí. Vede od kaple Svaté Anny v západní části obce severním směrem. Deset kapliček je obráceno k obci, tři směrem k broumovskému klášteru a poslední, čtrnáctá opět k obci. Kaple zůstaly bez obrázků, některým chybějí nebo mají neúplná klekátka. Roku 2011 byla jednotlivá zastavení doplněna obrázky od martínkovického občana Přemysla Volfa.
Jednotlivá zastavení mají půdorys 94×180 cm a výšku 305 cm. Jsou jednostupňová, desková s římsou, doplněná dvěma sloupky. Obsahují červený a zlatý nápis: Jesus br.. seinen leiben Mutter.
Kaple svaté Anny se nachází v západní části obce na úpatí Broumovských stěn. Pochází z roku 1798. Podle legendy na její stavbu naspořil z milodarů slepý mládenec Johan Filip Herden. Roku 1796 byl slavnostně položen základní kámen, poté se přidali další dárci a po dvou letech už stála celá kaplička. Interiér kaple obsahuje malbu Korunování Panny Marie a rokokový oltářík Čtrnácti svatých pomocníků.
Druhá Křížová cesta v Martínkovicích je ve východní části obce u hřbitova.

## Galerie

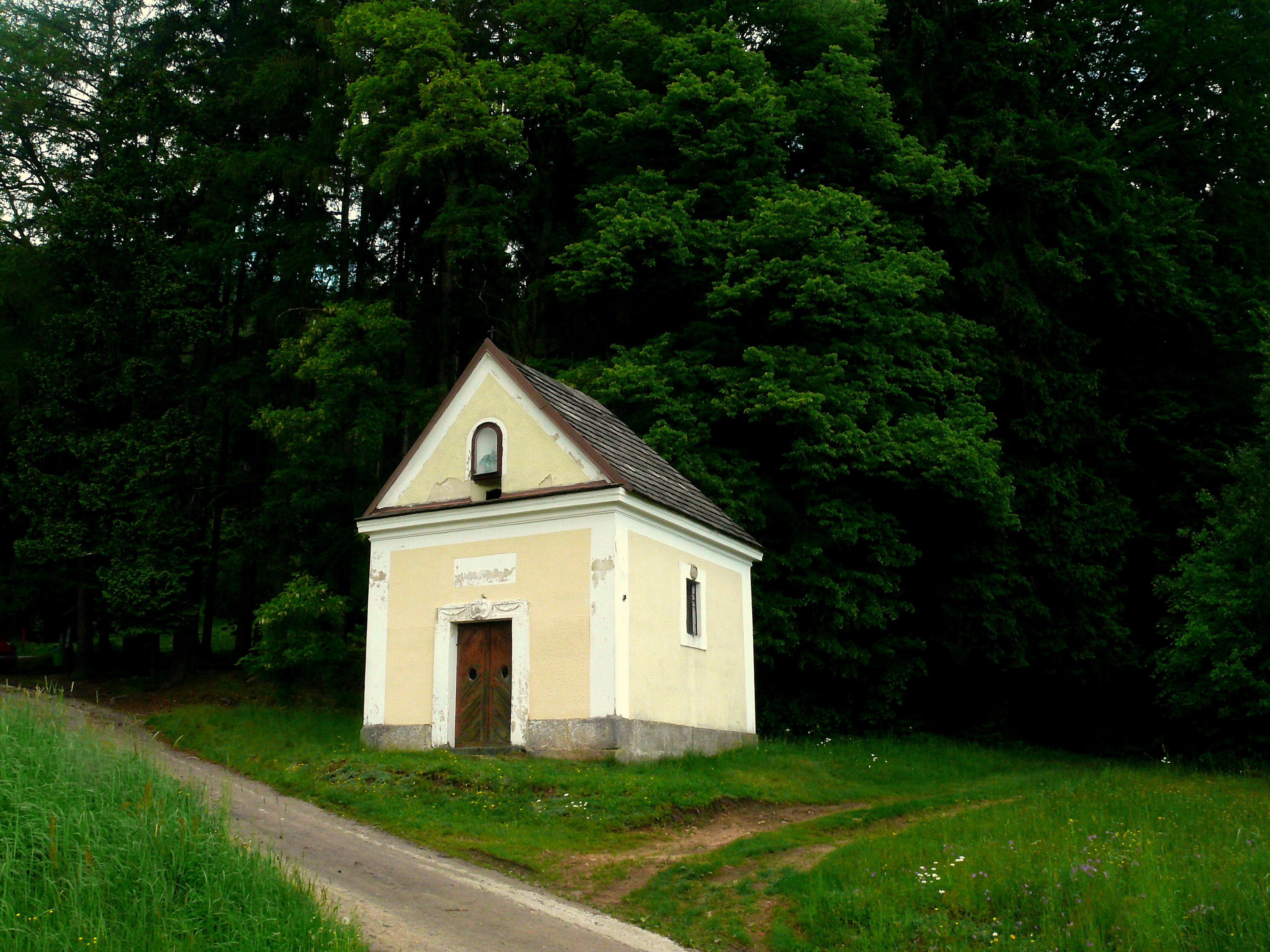
Kaple svaté Anny - exteriér
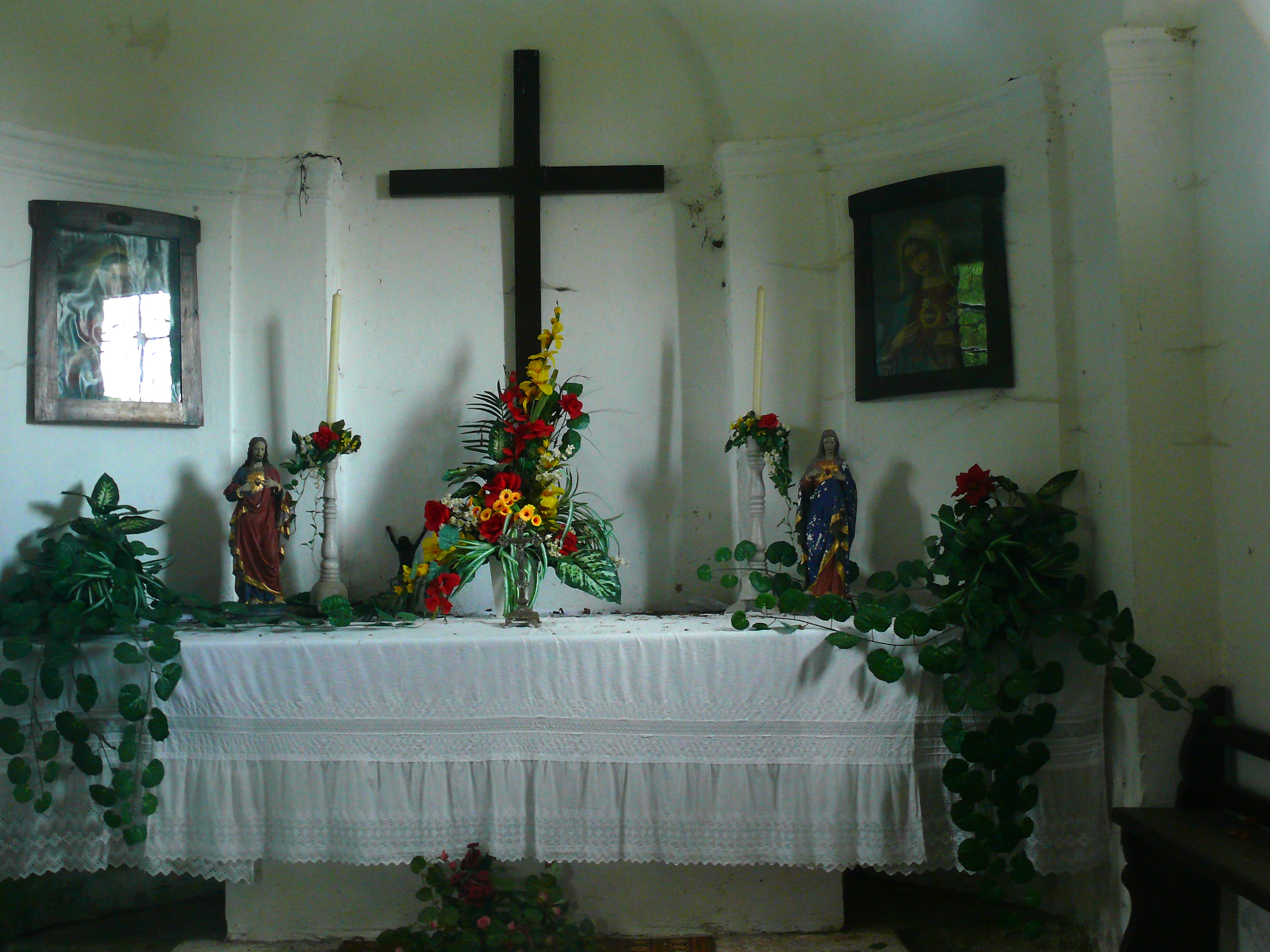
Martínkovice - kaple svaté Anny - interiér
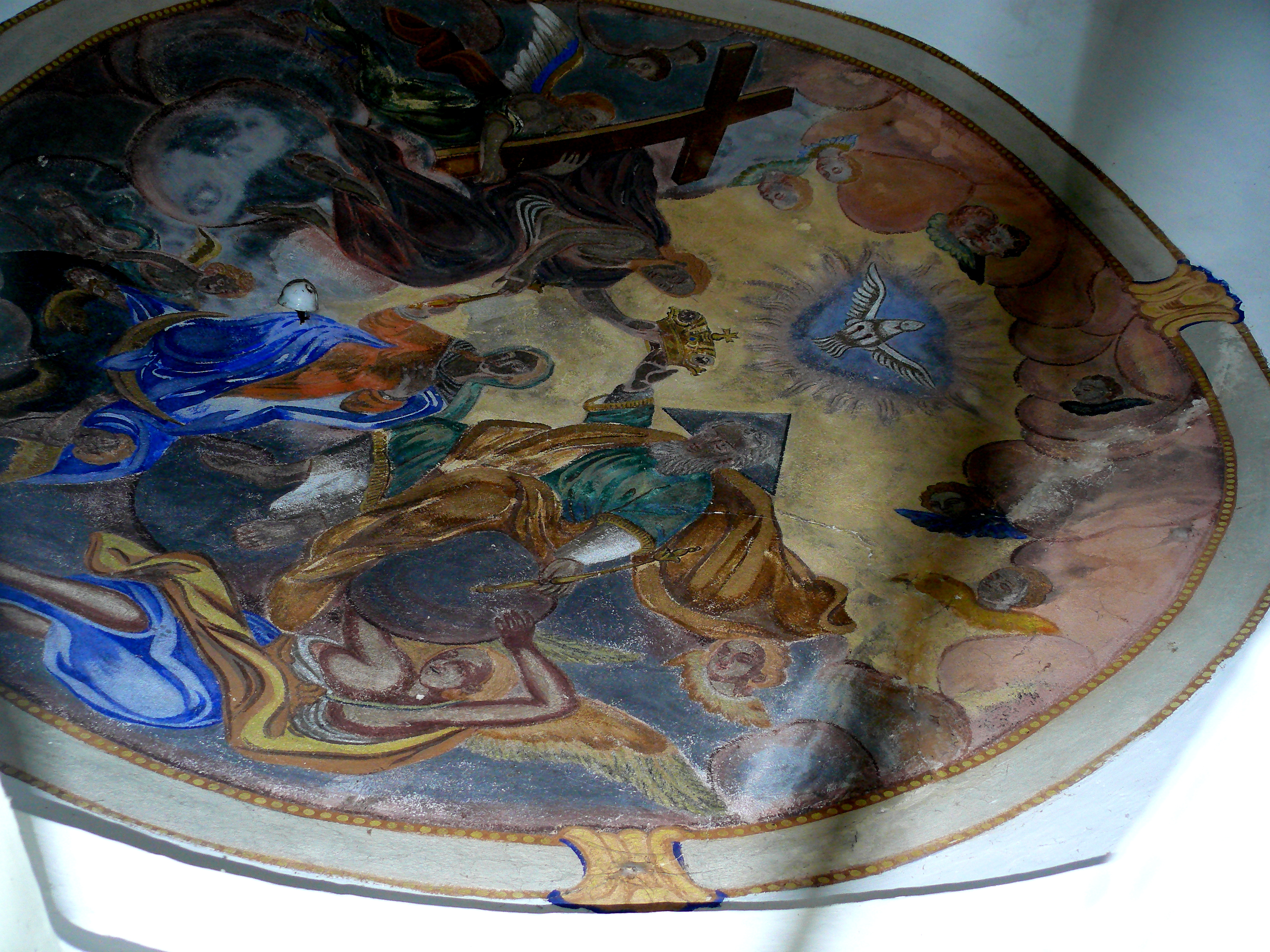
Martínkovice - kaple sv. Anny
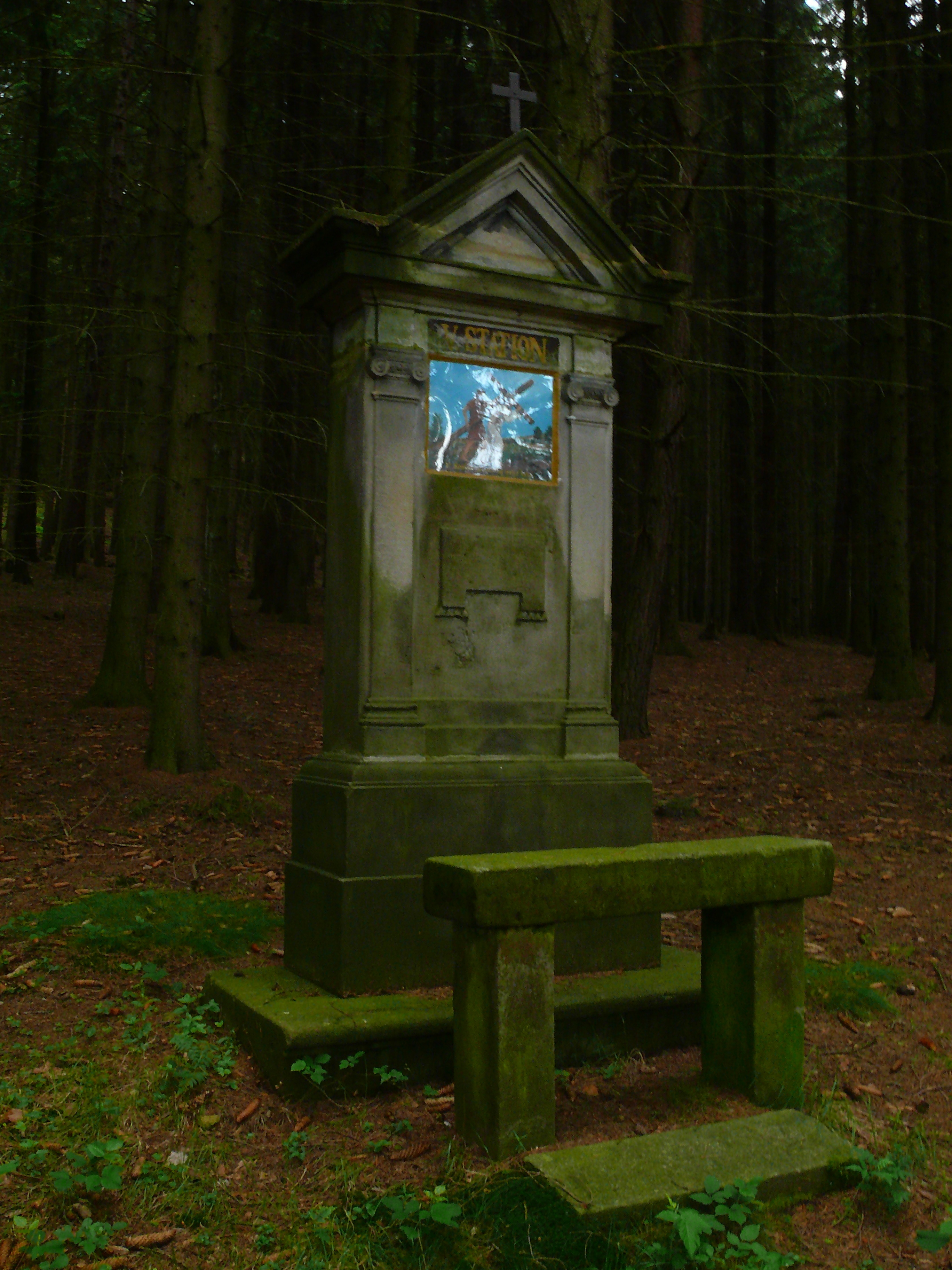
Zastavení křížové cesty
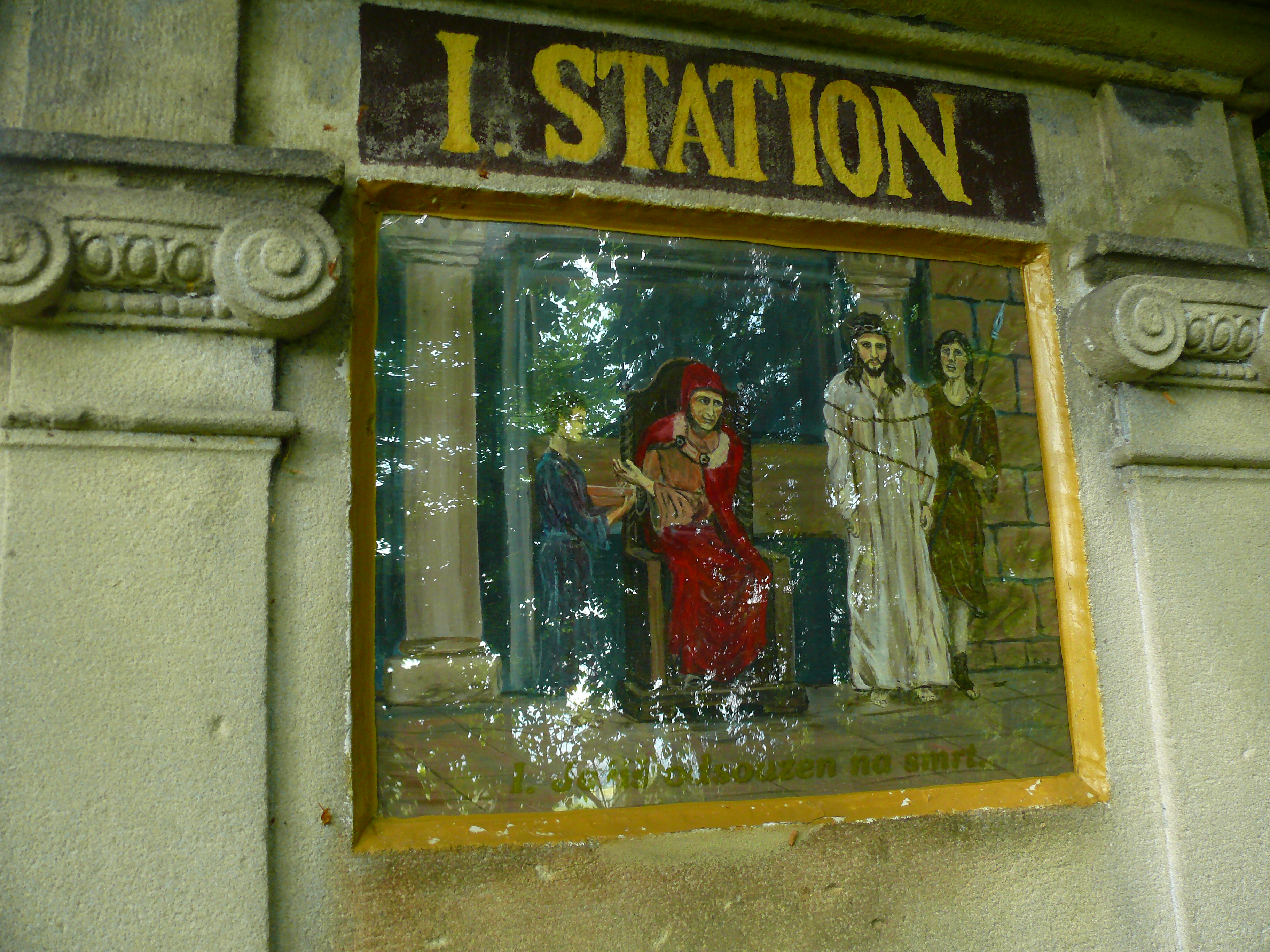
Kaple svaté Anny - detail křížové cesty
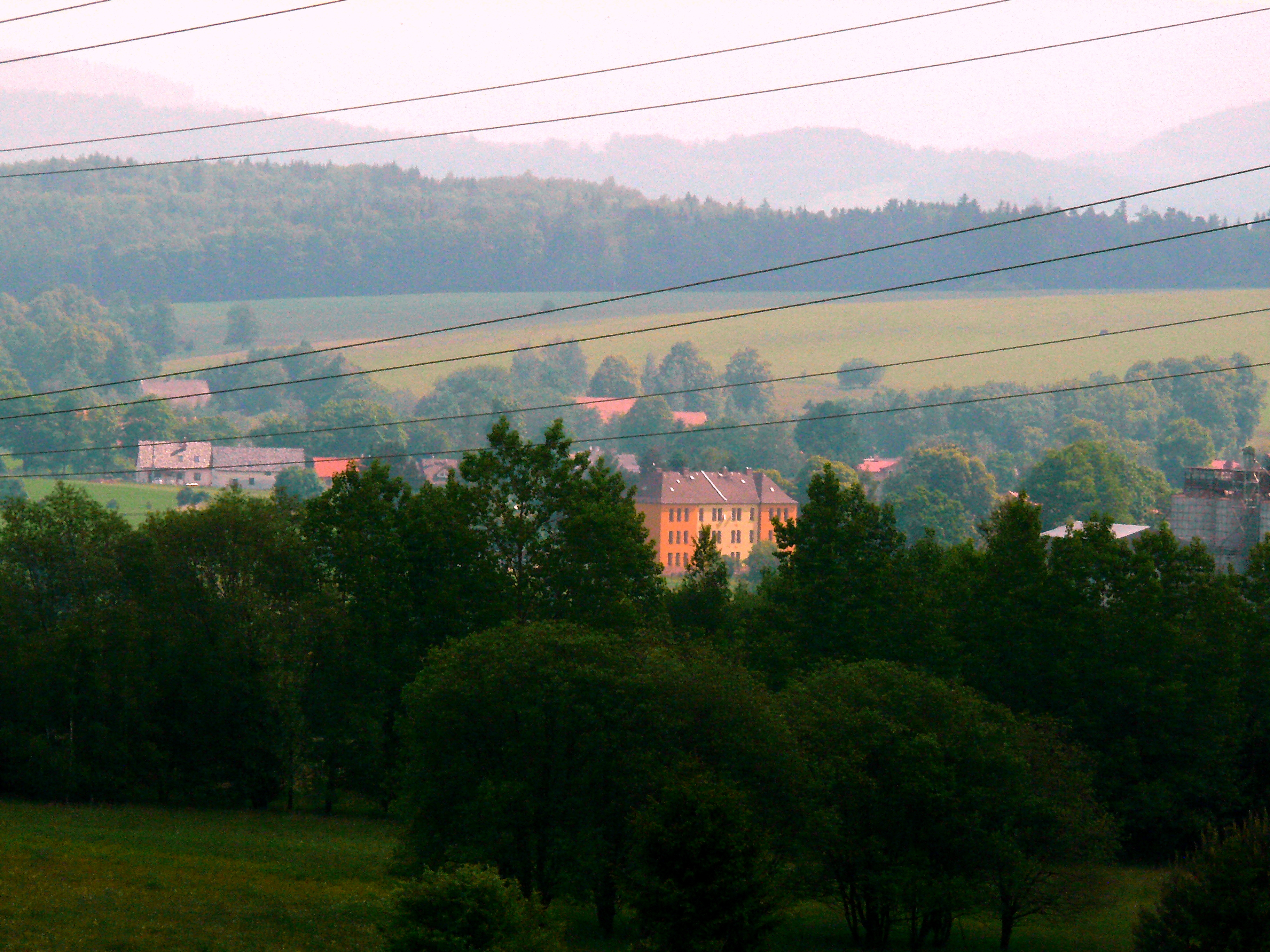
Martínkovice od kaple svaté Anny